# Кобзов, Николай Николаевич
Никола́й Никола́евич Кобзо́в (р. 25 октября 1973 года, с. Пилипы-Боровские, Винницкая область, Украина, СССР) — украинский цирковой деятель, президент Всеукраинской общественной организации «Цирковой союз Кобзова», Заслуженный работник культуры Украины.

## Биография
Родился 25 октября 1973 года в селе Пилипы-Боровские Томашпольского района Винницкой области. В 1974-м семья переезжает в Никополь (Днепропетровская область), где отец работает председателем кооператива.
В 1982 году, параллельно со школьной учёбой, поступает в цирковую студию при ДК ЮТЗ которую возглавляет Н. Н. Кравец а после Г. А. Картуков. В 18-летнем возрасте впервые уезжает из дома в Луцк, где в то время гастролировал Северо-Осетинский цирк. Николай поступил на вакантную должность вместо призванного в армию артиста. Старт цирковой карьеры начался с жанра соло-жонглирования. Далее работал в акробатике, клоунаде, дрессировке медведей.
Дальнейшая судьба связывает Кобзова с киевским «Цирком на сцене», где с 1990 года работает артистом, а с 1997-го — помощником администратора (а затем и администратором) коллектива, при этом продолжая выходить на арену артистом.
Ситуация с невыплатой гонорара коллективу, во время работы в одном из цирков-шапито, подталкивает Николая к созданию собственного циркового проекта. Первый цирк (арендованное шапито) с купленным автобусом, медведями и аппаратурой позволили начать гастроли. Однако уже во втором городе выяснилось несовершенство конструкции. Следующие деньги целенаправленно собирались на строительство собственного шатра. В 1999 году Кобзов создаёт и возглавляет собственный цирк-шапито «Арена-триумф». Впоследствии реализует ряд успешных проектов, среди которых были «Кураж», «Арена», «Алле». Различия в названиях, программах, качестве обслуживания привели к путанице. Так появился единый бренд «Цирк Кобзов», успешно гастролирующий по всей Украине и по сей день.
В 2002 году Николай Кобзов инициирует создание Всеукраинской общественной организации «Цирковой союз Кобзова», которая объединила 14 независимых цирков-шапито, более пятисот индивидуальных артистов и работников различных цирковых профессий. Силами Союза или же при его поддержке проведены локальные и глобальные события в цирковой жизни Украины. Так, уже через год после создания Союза организовывается совет ветеранов цирка, который осуществляет широкую общественную и благотворительную деятельность. В 2004-м выходит первый песенный альбом Николая Кобзова, состоящий из 14 песен о цирке и цирковых профессиях. В 2005-м при поддержке Союза увидела свет книга Михаила Рыбакова «История Киевского цирка», в 2007-м открывается первый на Украине Музей циркового искусства в Киеве. С 2008 года начато проведение ежегодного Международного циркового форума, посвященного развитию циркового искусства в Украине. С 2009 года учреждается и выпускается первый украинский журнал, посвящённый цирковому искусству «Гастроль». В 2016-м организован и проведен в Киеве «Форум цирковых студий».
Образованием занимается параллельно с основной деятельностью. Государственная академия руководящих кадров культуры и искусств (2000—2003), факультет театрального искусства по специальности «Режиссёр театрализованных представлений и праздников». Международный Институт Бизнеса (2014—2016) по программе Executive MBA. Национальная академия государственного управления при Президенте Украины, Институт высших руководящих кадров (2014—2017) по специальности «Управление общественным развитием».
Достижения в профессии расширяют географию представленности. Так, с 2006 года Николай Кобзов является почётным гостем Международного фестиваля циркового искусства в Монте-Карло (Монако). Дважды (2006 и 2007 года) почётный гость Парижского Международного фестиваля циркового искусства «Цирк завтрашнего дня» (Франция).
Является членом жюри многочисленных фестивалей, проводящихся в разных уголках планеты: XX Детский международный цирковой фестиваль (2007, Монте-Карло, Монако), XI Международный цирковой фестиваль (2007, Шицзячжуан, Китай), XXXIV Международный фестиваль циркового искусства (2010, Монте-Карло, Монако), Итальянский международный цирковой фестиваль (с 2007 года, Латина, Италия), Международный молодёжный фестиваль-конкурс циркового искусства (2007—2011 гг., Москва, Россия), XXIX Парижский международный фестиваля циркового искусства «Цирк завтрашнего дня» (2008, Франция), Международный цирковой фестиваль (2010, 2012, Будапешт, Венгрия), Международный цирковой фестиваль (2012, Массе, Франция), Международный цирковой фестиваль «Золотой Слон» (с 2012 года, Фигерас, Испания), Международный израильский цирковой фестиваль (с 2015 года, Ашдод, Израиль), Международный цирковой фестиваль Китая (2016, Чжухай, Китай).
Николай Кобзов является учредителем и организатором ряда цирковых фестивалей: Международный фестиваль циркового искусства «Золотой трюк Кобзова» (2011, 2014 — Киев; 2013 — Каменец-Подольский; 2015, 2016 — Одесса), Всеукраинский фестиваль детских и молодёжных цирковых коллективов «Звезды Будущего» (с 2014 года, Киев). Параллельно идёт работа над созданиями цирковых программ: шоу «Седьмое небо» и «Цирк для взрослых» (2006), «Воздушное шоу со звездами» (2007), шоу «Большой китайский цирк» (2010), шоу-программа «Vivat» и «Madness» (2013), шоу «Тропикана» (2014), шоу «Ангелы цирка» (2015), шоу-программы «Woozu», шоу «Итальянский цирк» с участием итальянской цирковой династии Тогни и новогоднее шоу «Один дома» (2015), шоу «Экстрим» с участием группы артистов Латинской Америки — победителями Международного циркового фестиваля в Монте-Карло (2017). В 2007 году «Цирк Кобзов» становится членом Европейской ассоциации цирков (ECA), а в 2009-м — членом её правления.
В рамках проекта по созданию сети передвижных дельфинариев на Украине в 2008 году открывает первый сезон Киевского дельфинария на стадионе «Спартак» шоу-программой «Кобзов аквашоу». В следующем году происходит открытие дельфинария в Днепропетровске. Из дельфинарного бизнеса вышел в 2010 году.
Николай Кобзов занимается организацией благотворительных спектаклей для детей, лишенных родительской опеки, детей с ограниченными возможностями здоровья, малообеспеченных семей, воинов АТО и их семей.
Женат. Обвенчался с супругой Мариной 31 августа 2011 года после 17 лет совместной жизни (сценический псевдоним супруги—певицы — Марина DIA). Воспитывает двух дочерей (Татьяна и Настя)

## Соорганизатор и участие в других мероприятиях
- 2004 — международный фестиваль «Звёздная лагуна»
- 2004—2010 — международный фестиваль «Золотая Лилия»
- 2005 — фестиваль «Сергиевские звёзды»
- 2006 — международный конкурс «Золотое перо»
- 2006 — гала-концерт «Пусть всегда буду Я» (под патронатом Представительства ООН в Украине и Детского фонда ООН UNICEF)
- 2007 — международный фестиваль «SOSстрадание»
- 2007 — Международный фестиваль юмора и эстрады
- 2008 — член выпускной комиссии в Московском государственном училище циркового и эстрадного искусства им. Румянцева

## Признание и награды
- 2004 — Заслуженный работник культуры Украины
- 2005 — благодарность Министерства внутренних дел Украины «За участие в благотворительной акции по поддержке детей работников органов внутренних дел, погибших (раненых) при исполнении служебных обязанностей»
- 2006 — почётный знак «За содействие органам внутренних дел Украины»
- 2006 — Лауреат общенациональной программы Человек года
- 2007 — Почётный знак МЧС Украины
- 2008 — орден «Украина — Детям» (Национальный фонд социальной защиты матерей и детей «Украина-Детям»)
- 2009 — награда первой степени «За весомый вклад в обучение и воспитание детей Украины» (Национальный фонд социальной защиты матерей и детей «Украина — Детям»)
- 2014 — почётная грамота Украинского союза ветеранов Афганистана (воинов-интернационалистов) за высокий уровень подготовки и проведения мероприятий мирового уровня, популяризацию циркового искусства в Украине и во всем мире
- 2014 — благодарность председателя постоянной комиссии Киевсовета по вопросам культуры и туризма, за многолетний плодотворный труд, весомый личный вклад в развитие и популяризацию циркового искусства и по случаю проведения 3-го Международного циркового фестиваля «Золотой трюк Кобзова»
- 2016 — удостоен аудиенции у Папы римского Франциска[5]